# Adullamites
Les Adullamites forment, en 1866, une faction anti-réformiste éphémère au sein du Parti libéral britannique. Leur nom renvoie à une une référence biblique à la grotte d'Adullam où David et ses alliés cherchent refuge contre Saül.
Après la mort de Palmerston, en 1865, une deuxième loi réformiste devint une priorité pour le Parti libéral. Cependant, toutes les sections du parti ne sont pas d’accord avec ce programme. L'opposition interne la plus importante vient des Adullamites. La faction est dirigée par Robert Lowe et Lord Elcho. Le nom est inventé par John Bright, à partit d'une référence biblique familière à l'époque. Après des attaques répétées contre le projet de loi de William Ewart Gladstone, ils battent finalement le gouvernement  le 18 juin 1866 sur un amendement au projet de loi adopté par 315 voix contre 304. Ce vote provoque la démission du Premier ministre Russell. La tentative de former une coalition conservateur /adullamite échoue. Les Adullamites ne sont en effet pas prêts à accepter Disraeli comme chef. Cela entraine la formation du troisième gouvernement minoritaire conservateur de Derby qui propose fiinalement son propre projet de réforme. Les Adullamites (à quelques exceptions près) réintègrent ensuite le parti libéral.

## Principaux Adullamites
- Augustus Anson
- Sir George Bowyer, Bt.
- Frederick Doulton
- Lord Dunkellin
- Lord Elcho
- Edward Ellice
- William Henry Gregory
- The Earl Grey
- Earl Grosvenor
- Gilbert Heathcote
- Edward Horsman
- Samuel Laing
- The Marquess of Lansdowne
- The Earl of Lichfield
- Robert Lowe
- Sir Robert Peel, Bt.
- Sir Richard William Bulkeley, Bt.